# Alexandre Ier de Bournonville
Pour les articles homonymes, voir Bournonville (homonymie).
Pour les autres membres de la famille, voir Maison de Bournonville.
Alexandre Ier de Bournonville, né à Bruxelles en 1585 et mort à Lyon en mars 1656 est un aristocrate de France et des Pays-Bas espagnols. Ses possessions sont à la fois en Picardie, française, où il est duc de Bournonville, et en Artois, dans les Pays-Bas espagnols, où il possède le comté de Hénin-Liétard.
Fait duc de Bournonville par le roi de France Henri IV, il fréquente la cour des archiducs à Bruxelles et combat dans les armées du Saint-Empire. Il reçoit l'ordre de la Toison d'Or. Mais en 1634, après s'être révolté, il fuit les Pays-Bas espagnols pour la France et s'y installe définitivement.
Ses deux fils aînés, Alexandre II de Bournonville et Ambroise-François de Bournonville, ont des itinéraires opposés, l'un combattant au service du Saint-Empire, l'autre au service de la France.

## Origines familiales
Alexandre Ier de Bournonville est le fils unique d'Oudard de Bournonville et de Marie-Christine d'Egmont, fille de Lamoral d'Egmont et de Sabine de Palatinat-Simmern. Le père d'Alexandre, Oudard de Bournonville, chevalier, obtient un titre comtal en 1579, quand Philippe II d'Espagne l'érige son fief d'Hénin-Liétard en comté,, ce fief d'Hénin-Liétard étant uni pour cette érection à celui de Gouy-Servins.
À sa mort le 28 décembre 1585, Oudard de Bournonville est l'un des plus puissants seigneurs des Pays-Bas espagnols. Il est enterré à Hénin après une imposante cérémonie de funérailles à Bruxelles. Après la mort d'Oudard, Marie-Christine d'Egmont se remarie avec Guillaume de Lalaing puis avec Charles de Mansfeld. Elle meurt en 1622.
C'est l'itinéraire personnel d'Alexandre Ier qui conduit la branche aînée de la famille de Bournonville à se détacher du service de l'Espagne et à passer au service de la France.

## Biographie

### Duc de Bournonville
En 1600, Alexandre Ier de Bournonville, qui n'a que quinze ans, est menin de l'infante d'Espagne, Isabelle-Claire d'Autriche, quand le roi de France Henri IV érige en sa faveur le duché de Bournonville, sans que ce titre soit reconnu aux Pays-Bas espagnols. Ce duché est formé de la baronnie de Houllefort et de la seigneurie de Bournonville. Il est érigé grâce à l'intervention de Louise de Lorraine, veuve du roi de France Henri III et cousine, par sa mère Marguerite d'Egmont, de la mère d'Alexandre de Bournonville.
Alexandre Ier de Bournonville est donc duc de Bournonville, comte de Hénin-Liétard, vicomte de Barlin, seigneur de Divion, etc. Il épouse Anne de Melun (v. 1590-1666), fille de Pierre de Melun.

### À la cour de Bruxelles
Quoique duc en France, Alexandre de Bournonville continue à fréquenter la cour des archiducs à Bruxelles, où il fait réaménager une belle résidence urbaine, l'actuel hôtel de Mérode, munie d'un jardin. Les Bournonville font alors partie de la noblesse curiale qui s'installe à Bruxelles.

L'hôtel particulier des Bournonville à Bruxelles
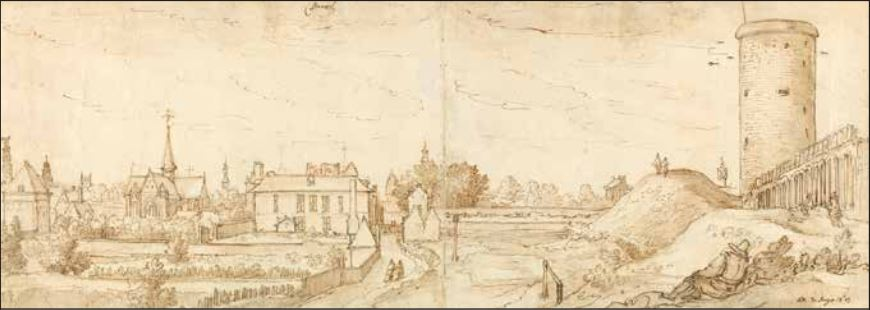
Vue de Bruxelles avec la "Grosse Tour" et le rempart, l'hôtel de Bournonville, l'église Notre-Dame du Sablon et les tours de l'hôtel d'Orange-Nassau. Dessin de Remigio Cantagallina, 1613[a]. 14,7 cm x 38,6 cm. Musées Royaux des Beaux-Arts de Belgique, Bruxelles.
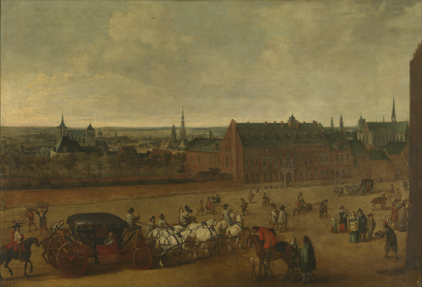
Le comte de Bournonville devant son hôtel. Tableau de Pieter Snayers, 1625, 224 cm x 154 cm. Musées Royaux des Beaux-Arts de Belgique, Bruxelles.

Alexandre de Bournonville est majordome de l'archiduc Albert d'Autriche, gouverneur des Pays-Bas, colonel d'un régiment wallon et gouverneur de Lille. Il participe à la guerre de Trente Ans. En 1620, il combat pour l'empereur Ferdinand II en Bohême mais est blessé lors d'un assaut le 30 septembre et perd l'usage d'un œil. Deux ans plus tard, il est présent dans les rangs espagnols à la bataille de Fleurus de 1622.
La même année 1622, est fait chevalier de l'ordre de la Toison d'or.

### Révolte et exil en France
En 1632, Alexandre de Bournonville participe à une révolte nobiliaire contre le roi d'Espagne Philippe IV, en compagnie de son beau-frère [Guillaume III de Melun. Cette révolte échoue et, en 1634, Alexandre de Bournonville et Guillaume III de Melun s'exilent en France.
En 1651, il effectue une donation entre vifs du duché de Bournonville à son fils puîné, Ambroise. C'est l'occasion pour Alexandre d'insister sur son patriotisme, insistant sur « les inclinations naturelles qu'il a toujours eu pour la France, sa patrie ». Il meurt à Lyon le 21 mars 1656.

### Ses deux fils, duc et prince de Bournonville
Alexandre de Bournonville et Anne de Melun ont quatre fils : 
- Alexandre II de Bournonville (1616-1690), comte de Hénin-Liétard, prince de Bournonville ;
- Ambroise-François de Bournonville (1619-1693) duc de Bournonville ;
- Wolfgang-Guillaume de Bournonville vicomte de Barlin ;
- Jean-Francois Benjamin de Bournonville (1638-1719) baron de Capres marquis de Bournonville[1].

Les deux premiers fils d'Alexandre Ier de Bournonville suivent des itinéraires opposés. Ambroise-François s'intègre à la haute noblesse française et sert le roi de France Louis XIV, qui érige le duché de Bournonville en duché-pairie en 1652. Lors du sacre de Louis XIV en 1654, il tient le rôle d'un des douze anciens pairs de France,,. À la même époque, le fils aîné d'Alexandre Ier et frère d'Ambroise, Alexandre II de Bournonville, mène une carrière militaire de premier plan au service de Philippe IV d'Espagne. En 1658, il obtient de Philippe IV l'érection de ses biens aux Pays-Bas espagnols en principauté, sous le nom de principauté de Bournonville.
Les itinéraires d'Alexandre et de son fils Ambroise montrent le pouvoir d'attraction de la France, qui mène une politique de captation des fidélités, sur la noblesse des provinces méridionales des Pays-Bas. Le bénéfice que les Bournonville réussissent à tirer de leur transition partielle vers la souveraineté française, duché-pairie et intégration à la cour, apparaît supérieur à celui d'autres familles, comme les Croÿ, par exemple.

### Note
1. ↑  L'artiste réside alors chez le duc de Bournonville[10].